# Каган, Наум Иосифович
Наум Иосифович Каган (30 ноября 1918, Ромны — 22 мая 1963, Челябинск) — советский металлург, изобретатель, лауреат Ленинской премии.

## Биография
После окончания Днепропетровского металлургического института по специальности инженер-металлург (1941) работал помощником мастера на Южнотрубном заводе (Никополь).
С начала Великой Отечественной войны в эвакуации. В 1941—1943 годах — на Первоуральском новотрубном заводе (Свердловская область), занимался разработкой новых технологических схем прокатки труб.
С августа 1943 года — на Челябинском трубопрокатном заводе: старший инженер-конструктор, начальник технологической группы трубопрокатного цеха № 2, с 1949 года руководитель технологической группы трубосварочного цеха № 1 (в последующем цех № 7), с 1952 заместитель начальника этого цеха, в 1960—1963 годах заместитель начальника трубосварочного цеха № 2 (№ 8).
В 1952 году в соавторстве с инженером Ю. М. Матвеевым предложил новую калибровку при прокатке труб из уширенного штрипса, что позволило на 15 % увеличить производительность стана.
Умер в результате тяжёлой болезни.
Сын — Владимир.

## Награды
Лауреат Ленинской премии 1963 года (совместно с Я. П. Осадчим и И. М. Усачёвым) за создание высокоскоростного стана непрерывной печной сварки труб.